# Abraxas asemographa
Abraxas asemographa là một loài bướm đêm trong họ Geometridae.